# Vladimir Volčkov
Uladzimir Mikalaevič Valčkoŭ, accreditato come Vladimir Voltchkov dalla ATP e dal russo Vladimir Nikolaevič Volčkov (in bielorusso Уладзімір Мікалаевіч Валчкоў?; in russo Владимир Николаевич Волчков?; Minsk, 7 aprile 1978), è un allenatore di tennis ed ex tennista bielorusso.

## Carriera
Nei tornei juniores raggiunge ottimi risultati tra cui l'importante vittoria del singolare ragazzi nel Torneo di Wimbledon 1996 ai danni di Ivan Ljubičić per 3–6, 6–2, 6–3. A fine anno è al settimo posto nella classifica giovanile.
In singolare raggiunge la finale in un solo torneo, al Tashkent Open 2002, ma viene sconfitto da Evgenij Kafel'nikov.

L'impresa più grande della sua carriera l'ha compiuta durante il Torneo di Wimbledon 2000, dopo aver superato le qualificazioni accede al tabellone principale dove riesce a vincere 5 match combattuti raggiungendo così la semifinale. A fermare la sua serie di vittorie è però Pete Sampras che lo sconfigge in 3 set e poi vincerà anche la finale.

È l'unico tennista dopo John McEnroe nel 1977 a raggiungere le semifinali del torneo londinese da qualificato.

Durante il SAP Open 2003 vince il suo primo e unico titolo nel doppio in coppia con Hyung-Taik Lee.

In Coppa Davis ha rappresentato la sua nazione in 72 match con un record di 43 vittorie e 29 sconfitte.

## Statistiche

### Singolare

#### Finali perse (1)
| Nr. | Data             | Torneo                  | Superficie | Avversario in finale | Punteggio   |
| 1.  | 9 settembre 2002 | Tashkent Open, Tashkent | Cemento    | Evgenij Kafel'nikov  | 6(6)–7, 5–7 |

### Doppio

#### Vittorie (1)
| Legenda                     |
| Grande Slam (0)             |
| Tennis Masters Cup (0)      |
| ATP Masters Series (0)      |
| ATP Championship Series (0) |
| ATP Tour (1)                |

| Titoli per superficie |
| Cemento (1)           |
| Terra rossa (0)       |
| Erba (0)              |
| Sintetico (0)         |

| Nr | Data             | Torneo             | Superficie  | Compagno       | Avversari in finale            | Punteggio     |
| 1. | 10 febbraio 2003 | SAP Open, San Jose | Cemento (i) | Hyung-Taik Lee | Paul Goldstein Robert Kendrick | 7–5, 4–6, 6–3 |